# Tahra
Tahra est un label discographique indépendant français de musique classique d'archives historiques, actif entre 1993 et 2014. L'étiquette Thara était distribuée mondialement par Harmonia Mundi, sauf certains pays (Allemagne, Angleterre, Autriche, Corée du Nord, Espagne, États-Unis) où il est distribué par d'autres intermédiaires.

## Histoire

### Débuts
Le label est fondé en 1993 par Myriam Scherchen, fille du chef d'orchestre Hermann Scherchen (1891–1966), et par le mélomane René Trémine, membre de la Société Furtwängler française et responsable de l'idée initiale. La rencontre entre les deux, unis par la passion commune pour la musique, est derrière la création de Tahra, né d'un partenariat culturel qui a tourné à une relation amoureuse qui a duré jusqu'à la mort de René en 2014, après vingt-et-une années d'activité.
Le nom du label est dérivé d'une altération de Tara, le nom de la plantation des O'Hara dans le roman Autant en emporte le vent de Margaret Mitchell : l'ajout d'un « h » au milieu est une allusion à l'initiale du prénom d'Hermann Scherchen,.
Ses activités, depuis le début, est consacrée à la publication d'interprétations historique peu connues ou négligées, par grands chefs d'orchestre et des artistes célèbres, des grandes figures telles que Wilhelm Furtwängler, Hermann Scherchen, Hermann Abendroth Hans Knappertsbusch, Karel Ančerl, Pierre Monteux, Eugen Jochum, Willem Mengelberg, Igor Markevitch, Hans Schmidt-Isserstedt, Kirill Kondrachine, et des musiciens solistes comme Youra Guller, Lazare Lévy, Eduard Erdmann, Clara Haskil, Kathleen Ferrier et Kirsten Flagstad,.

### Gravures
Les gravures sont le résultat d'un travail de recherche continue effectuée par les deux partenaires dans les archives sonores et radiophoniques et dans les bibliothèques de l'Europe, avec l'objectif déclaré de faire « revivre [...] un âge d'or de la direction d'orchestre tout entier ». Ils voulaient, de cette façon, compenser une lacune de l'édition, en raison du manque d'intérêt des majors du disque pour le répertoire historique, de manière à « relancer les noms des artistes qui étaient difficilement trouvables dans les rayons des disquaires », à « écouter le son caractéristique d'un orchestre et celle typique d'un autre » et « faire revivre en quelque sorte la richesse et la diversité qui existaient avant que le processus de normalisation a commencé son lent travail au nivellement ».
Chaque enregistrement est accompagné de notes contenant des informations artistiques et biographiques, cela est le résultat d'un projet de recherche qui impliquait aussi le contact avec la famille des artistes disparus depuis longtemps, pour déterrer une mine de renseignements biographiques, parfois négligeables, mais nécessaire toutefois, pour composer l'historique et les éléments biographiques. L'appareil informatif transforme le livret en une véritable monographie miniature.
René Trémine résume la ligne éditoriale :
« Proposer, en restant dans l'absolue légalité, des archives inédites de la meilleure qualité sonore possible, accompagnées d'une documentation irréprochable en matière de texte et d'iconographie, témoignant de l'âge d'or de la direction d'orchestre. »

### Cessation d'activité
L'activité de publication cesse en 2014, après la mort du cofondateur. Sa femme annonce la sortie d'un disque épilogue de la maison d'édition, une histoire de Tahra (numéro de catalogue Tah 768).